# Tbilisi (1981)
Tbilisi (თბილისი), poprzednio R-15 i Konotop – radziecki, następnie ukraiński i ostatecznie gruziński kuter rakietowy – wodolot projektu 206MR (w kodzie NATO: Matka). Wszedł do służby w Marynarce Wojennej ZSRR w 1981 roku pod oznaczeniem R-15. W 1997 roku został przekazany Ukrainie, otrzymując nazwę „Konotop”, po czym w 1999 roku został przekazany Gruzji, wchodząc do służby pod nazwą  „Tbilisi”. Nosił numer burtowy 302. Był jednym z dwóch kutrów rakietowych marynarki Gruzji podczas wojny rosyjsko-gruzińskiej w sierpniu 2008 roku, w trakcie której został zatopiony w Poti.

## Historia
Okręt należał do krótkiej serii 11 radzieckich kutrów rakietowych projektu 206MR zaprojektowanych w układzie częściowego wodolotu, z płatami jedynie pod przednią częścią kadłuba, zbudowanych w Stoczni Środkowonewskiej w Leningradzie na przełomie lat 70. i 80. XX wieku, pod kryptonimem Wichr. W kodzie NATO typ ten otrzymał oznaczenie Matka.
Kuter R-15 został zbudowany jako dziewiąty z serii pod numerem budowy 250 i wszedł w skład floty 29 października 1981 roku.

## Opis
Wyporność standardowa okrętów proj. 206MR wynosiła 230 ton, a pełna 257 ton. Długość wynosiła 38,6 m, szerokość kadłuba 7,6 m, a szerokość maksymalna razem z płatami 12,5 m. Zanurzenie kadłuba wynosiło 2,1 m, ale zanurzenie maksymalne z płatami: 3,26 m. Załoga liczyła 29 osób, w tym pięciu oficerów.

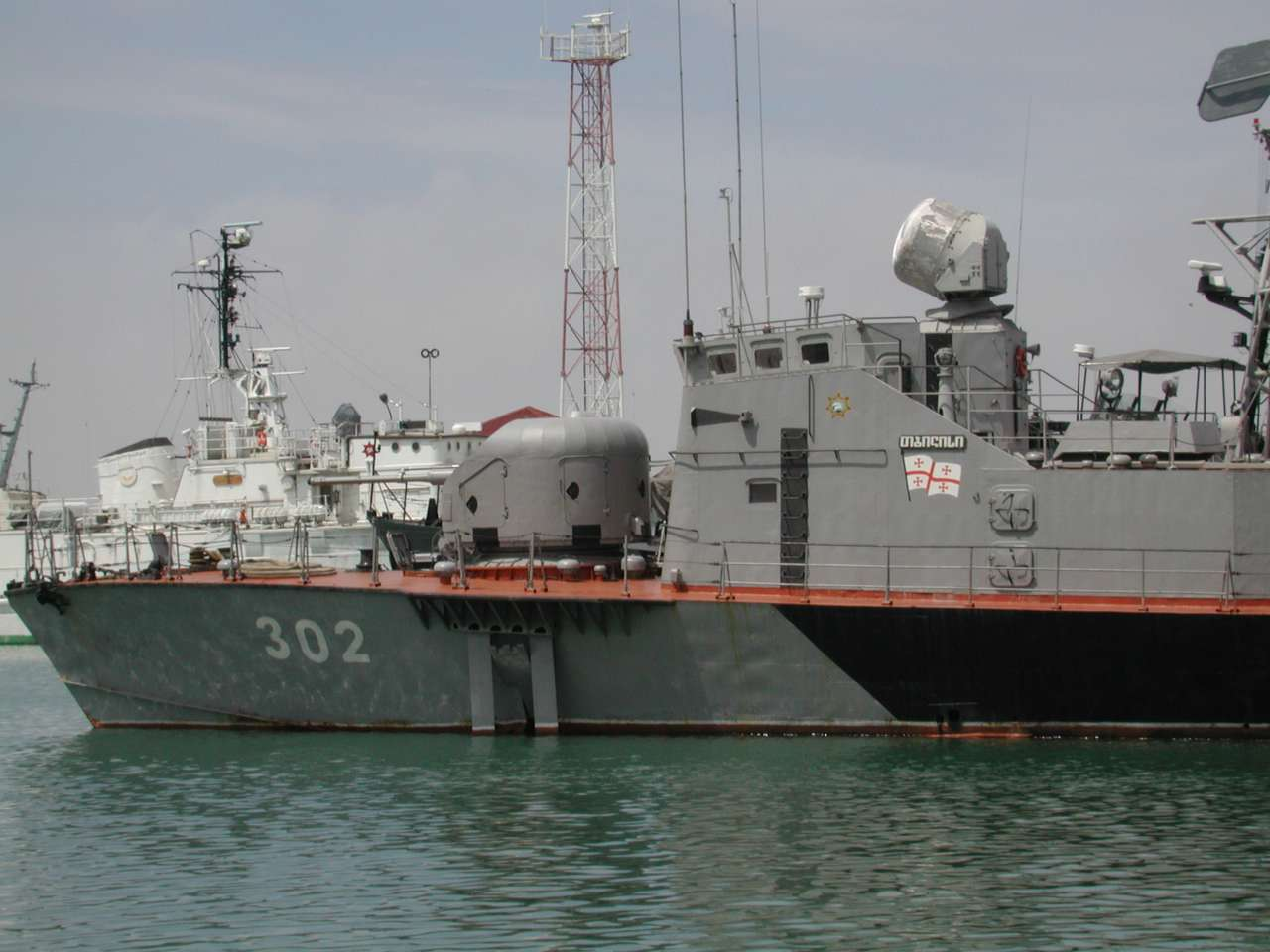
Zbliżenie nadbudówki, 2004 rok

Okręty były napędzane trzema silnikami wysokoprężnymi M-504 o mocy łącznej 15 000 KM, poruszającymi trzy śruby o stałym skoku. Prędkość maksymalna wynosiła 43 węzły. Zasięg przy prędkości 14 w wynosił 1450 mil morskich, a przy prędkości 37 w – 600 Mm.

### Uzbrojenie
Zasadnicze uzbrojenie stanowiły dwie nieruchome wyrzutnie pocisków manewrujących woda-woda, z dwoma pociskami P-15M Termit. Uzupełniała je artyleria w postaci armaty uniwersalnej kalibru 76,2 mm AK-176. Do samoobrony służył zestaw obrony bezpośredniej w postaci jednego sześciolufowego działka przeciwlotniczego kalibru 30 mm AK-630M z zapasem amunicji 3000 nabojów. Uzbrojenie artyleryjskie było kierowane radarem MR-123/176 Wympieł. Ponadto okręty miały czteroprowadnicową wyrzutnię rakiet przeciwlotniczych bardzo bliskiego zasięgu samonaprowadzających się termicznie Strieła 3.
Okręty miały stację radiolokacyjną wykrywania celów Garpunt oraz radar nawigacyjny Don.

## Służba
Okręt wszedł do służby w Marynarce Wojennej ZSRR 29 października 1981 roku, pod oznaczeniem R-15 (ros. Р-15). Został wcielony do Floty Czarnomorskiej ZSRR. Wchodził w skład 296 Dywizjonu Kutrów Rakietowych 41 Brygady Kutrów Rakietowych w Czornomorskiem.
Po rozpadzie ZSRR w grudniu 1991 roku Flota Czarnomorska przez pewien czas wchodziła w skład sił zbrojnych Wspólnoty Niepodległych Państw. W listopadzie 1993 roku kuter R-15 trafił do remontu. Po podziale Floty, 12 sierpnia 1997 roku kuter został przekazany Ukrainie i wszedł do służby w jej marynarce pod nazwą „Konotop” (Конотоп), od miasta. Otrzymał numer burtowy U150. 

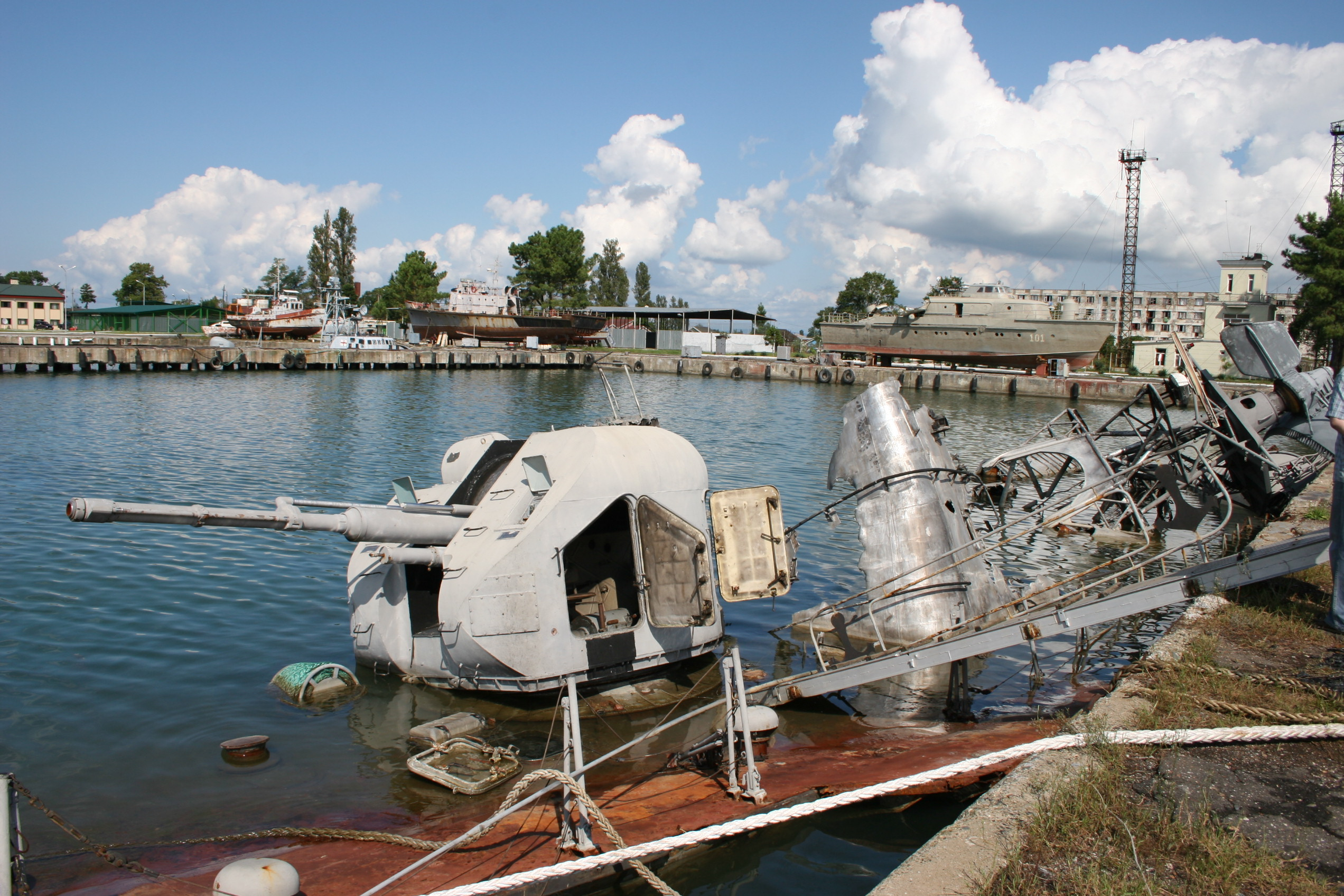
„Tbilisi” zatopiony w Poti

Z powodów finansowych, okręt został odstawiony w oczekiwaniu na remont w stoczni Piersiej w Bałakławie. Pod koniec 1997 roku na podstawie porozumienia Ukraina przekazała okręt Gruzji, po czym został on wyremontowany. Został przekazany Gruzji po remoncie 30 czerwca 1999 roku. Okręt wszedł do służby pod nazwą „Tbilisi” (gruz. თბილისი) od stolicy Gruzji, z numerem burtowym 302. W sierpniu tego roku przeszedł do bazy w Poti. Przekazano przy tym też cztery pociski P-15M.
W sierpniu 2003 roku „Tbilisi” wziął udział w rejsie międzynarodowego zespołu okrętów na Morzu Czarnym BLACKSEAFOR, mającego na celu współpracę państw czarnomorskich, w tym z rosyjską fregatą „Pytliwyj”.
„Tbilisi” był jednym z tylko dwóch kutrów rakietowych – jedynych uderzeniowych okrętów marynarki Gruzji w 2008 roku, obok eks-greckiego kutra „Dioskuria”. Brak informacji, żeby wzięły udział w starciu kutrów patrolowych z rosyjską marynarką podczas wojny rosyjsko-gruzińskiej 10 sierpnia 2008 roku. Opuszczony „Tbilisi” został natomiast 13 sierpnia 2008 roku wysadzony w powietrze przez rosyjskie wojska przy nabrzeżu bazy w Poti, po czym spłonął i zatonął. W 2009 roku wrak został sprzedany na złom.